# Fustibale

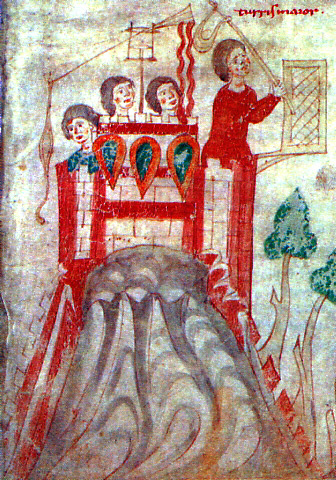
Sur la droite de l'image, le personnage habillé en rouge met en œuvre un fustibale dans Liber ad honorem Augusti.

Le fustibale, ou fronde à manche, est une fronde montée sur un bâton. Les fustibales fonctionnent comme une pierrière ou un trébuchet, le bras de levier formé par le manche servant à amplifier la force de projection. Elle était souvent utilisée lors des sièges comme arme défensive. Plusieurs enluminures montrent en effet des hommes juchés sur des remparts et équipés de fustibales, comme le Liber ad honorem Augusti, enluminé en Italie du Sud vers 1195-1197.